# 青空トライアングル
「青空トライアングル」（あおぞらトライアングル）は、2010年1月27日にスターチャイルド（キングレコード）から発売されたシングル。
テレビアニメ放送15周年を記念して、2025年7月16日より各音楽配信サービスでの配信が解禁された。

## 収録曲
1. 青空トライアングル [4:18]
作詞：只野菜摘、作曲・編曲：NARASAKI
2. ぱんだねこ体操 [2:55]
作詞：只野菜摘、作曲・編曲：WATCHMAN
3. 青空トライアングル（off vocal ver.）
4. ぱんだねこ体操（off vocal ver.）